# Форсаж
Форсажът е компонент, вид допълнително оборудване, присъстващ в някои реактивни двигатели, най-вече в тези, използвани във военни и свръхзвукови самолети. Целта му е да осигури мигновено увеличаване на тяга, обикновено използван и предназначен конкретно за ситуации като излитане, въздушен бой или преминаване на звуковата бариера. Форсаж се постига чрез директно впръскване на допълнително реактивно гориво в струйната тръба на турбината. Форсажът моментално и значително увеличава тягата без да има нужда от допълнителен двигател, но с цената на много висок разход на гориво и намалена горивна ефективност, ограничавайки практическата му употреба за ползване само в конкретна ситуация и за много кратко време. Пилотът често може да регулира изгарянето в няколко нива на мощност, като активират и деактивират догарящите устройства по време на полет, а реактивните двигатели се обозначават като мокри, когато се използва изгаряне, а сухи, когато не се.

## Принцип
Тягата на реактивния двигател се управлява от общия принцип на масовия дебит. Тягата зависи от две неща: скоростта на отработените газове и обема им. Реактивният двигател може да създаде по-голяма тяга, като ускори газа до по-висока скорост или изхвърли по-голяма маса газ от двигателя. Проектирането на основен турбореактивен двигател около втория принцип произвежда турбовитловия двигател, който създава по-бавен газ, но повече обем от него. Турбоджетовете са с висока икономия на гориво и могат да осигурят висока тяга за дълги периоди, но дизайнерският компромис е по-големи размери спрямо изходна мощност. Генерирането на по-голяма мощност с по-компактен двигател, за кратки периоди, може да бъде постигнато с използване на допълнителна горелка. Форсажът увеличава тягата предимно чрез ускоряване на отработените газове до по-висока скорост.
Температурата на газа в двигателя е най-висока непосредствено преди турбината, а способността на турбината да издържа на тези температури е едно от основните ограничения за общата суха тяга на двигателя. Тази температура е известна като температура на входа в турбината, един от критичните работни параметри на двигателя. Тъй като скоростта на горене е достатъчно висока, за да консумира целия входящ кислород, би създала достатъчно високи температури за прегряване на турбината, потокът от гориво трябва да бъде ограничен до степен такава, че горивото, а не кислородът да бъде ограничаващ фактор в реакцията, оставяйки известно количество кислород да тече покрай турбината. След преминаване през турбината газът се разширява при почти постоянна ентропия, като по този начин губи температура. След това форсажът впръсква гориво след турбината и загрява отново газа. В резултат на повишаването на температурата в изпускателната тръба газът се изхвърля през дюзата с по-голяма скорост. Масовият поток също леко се увеличава чрез добавяне на гориво.
Форсажът създава допълнителна тяга, както и видим пламък след двигателя. В този пламък може да се видят вълнови образувания, наричани „дискове/ пръстени на Мах“ (англ. Mach diamonds), които са стоящи вълни.

## Пълно изгаряне в турбинна камера
Подобен тип усилване на тягата, но с използване на допълнително гориво, изгаряно само в студения въздух около форсажа, вместо комбинираните потоци от студен и горещ газ, както е в конвенционалените двигатели след изгаряне, е пълното изгарянето в камерата на турбините, разработено за векторизираната тяга на Siddeley BS100 двигател за Hawker Siddeley P.1154. В този двигател въздушните потоци от турбините са разделени на студено преминаване на въздух от горещата сърцевина на изгаряния газ, между два комплекта дюзи, отпред и отзад, по същия начин както при Rolls-Royce Pegasus, където подаване на допълнително гориво и изгарянето му се прилагат само в предните дюзи за студен въздух. Тази техника е разработена, за да даде по-голяма тяга за излитане и свръхзвукови характеристики в самолет, подобен на, но с по-голяма тежест, отколкото Хоукър Сидли Хериър.

## Дизайн
Форсажът в реактивен двигател е разширена секция с изпускателни газове, съдържаща допълнителни инжектори за гориво. Тъй като реактивният двигател преди турбината ще използва малко от кислорода, който поглъща, допълнително гориво може да бъде изгорено, след като газовият поток напусне турбините. Когато форсажът е включен, горивото се впръсква и се запалва. Полученият процес на горене значително увеличава температурата на изхода на горелката (на влизане в дюзата), което води до рязко увеличаване на нетната тяга на двигателя. В допълнение, към повишаването на температурата на застоя на изхода на форсажа, има и увеличаване на масовия поток на дюзата (т.е. масовия поток на входа на горелката плюс ефективния поток на горивото след изгарянето), но и намаляване на налягането в застоя на изхода на форсажа (поради основна загуба поради отопление плюс загуби от триене и турбулентност).

## Ограничения
Поради високия моментен разход на гориво, форсажът обикновено се използва възможно най-кратко. Обикновено се използва само когато е важно и се изисква да се получи мигновено максимална тяга. Това включва излитане от много къси писти, подпомагане на изстрелването на военни самолети чрез катапулти от самолетоносачи и по време на въздушни бойни ситуации. Забележимо изключение е двигателят Pratt & Whitney J58, използван в Blackbird.

## Ефективност
При топлинните двигатели като реактивни двигатели ефективността е най-висока, когато изгарянето става при възможно най-високо налягане и температура и се разширява до околното налягане (цикъл на Карно).
Тъй като отработените газове вече са намалили кислорода поради предишно изгаряне и тъй като горивото не гори в колона със силно сгъстен въздух, форсажът като цяло е неефективен в сравнение с основния нагнетател. Ефективността на изгарянето също намалява значително, ако, както обикновено се случва, налягането при входящия и изходящия тръбопровод намалява с увеличаване на надморската височина.
Това ограничение важи само за турбоджетовете. В боен двигател с форсаж байпасният въздух служи за охлаждане на лопатките на турбината и се добавя в отработените газове, като по този начин увеличава ефективността в сърцевината и изгарянето. В турбореактивите печалбата е ограничена до 50%, докато при форсажните зависи от съотношението на байпаса и може да бъде до 70%.
Въпреки това, като контрапример, SR-71 има разумна ефективност на голяма надморска височина в режим на изгаряне („мокър“) поради високата си скорост (число на Мах 3.2) и съответно високото налягане поради динамичното поглъщане на въздуха от околната среда.

## История
Ранната работа на британците за претопляне включва полетни тестове на Rolls-Royce W2 / B23 в Gloster Meteor I в края на 1944 г. и наземни тестове на двигател Power Jets W2 / 700 в средата на 1945 г. Този двигател е предназначен за проекта за свръхзвуков самолет Miles M.52.
Ранните изследвания в САЩ върху форсаж-концепцията са правени от НАСА, в Кливланд, Охайо, което довежда до публикуването на доклада „Теоретично изследване на усилването на тягата на турбореактивните двигатели чрез изгаряне (форсаж) в опашката на турбината“ през януари 1947 г.
Работата на САЩ върху форсажа през 1948 г. довежда до инсталиране на ранни праволинейни реактивни самолети като Pirate, Starfire Starfire и Scorpion.
Новият турбореактивен двигател Pratt & Whitney J48, с 8000 lbf (36 kN), ползващ форсаж, е вграден в изтребителя Груман с крило F9F-6, който предстои да влезе в производство. Други нови изтребители на ВМС с последващи горелки включват Cutlass Chance Vought F7U-3, задвижван от два двигателя от 6 000 lbf (27 kN) Westinghouse J46.
През 50-те години на миналия век са разработени няколко големи форсажни двигатели, като например Orenda Iroquois, и британските варианти de Havilland Gyron и Rolls-Royce Avon RB.146. Вариантите Rolls-Royce Avon RB.146 са вградени в English Electric Lightning, първият свръхзвуков самолет използван от RAF. Bristol-Siddeley Rolls-Royce Olympus е снабден с фросаж за TSR-2. Тази система е проектирана и разработена съвместно от Бристол Сидли и Солар от Сан Диего. Системата за повторно загряване на „Concorde“ е разработена от СНЕКМА.
Форсажът обикновено се използва само във военни самолети и се приема за стандартно оборудване на изтребители. Шепата цивилни самолети, които са ги използвали, включват някои изследователски летателни апарати на НАСА, Туполев Ту-144, Конкорд и Белият рицар на Scaled Composites. Конкорд прелетя големи разстояния със свръхзвукови скорости. Постоянните високи скорости биха били невъзможни при високия разход на гориво при форсаж, а самолетът използва форсажни дюзи при излитане и за да се сведе до минимум времето, прекарано в режим на високо съпротивление при свръхзвуков полет. Свръхзвуковият полет без форсаж се нарича суперкруиз.
„Изгаряне чрез изхвърляне“ е процедура за изхвърляне на гориво, при която изхвърленото гориво е умишлено запалено, като се използва допълнителната горелка на самолета. Зрелищен пламък, комбиниран с висока скорост, прави това доста актративно при въздушни авиошоу изпълнения или като финал за фойерверки. Изхвърлянето на гориво се използва главно за намаляване на масата на самолета, за да се избегне тежко, високоскоростно кацане; по този начин, различен от причини за безопасност или спешни случаи, процедурата за изхвърляне и изгаряне няма практическа употреба.